# العلاقات الوسط إفريقية الموزمبيقية
العلاقات الوسط أفريقية الموزمبيقية هي العلاقات الثنائية التي تجمع بين جمهورية أفريقيا الوسطى وموزمبيق.

## مقارنة بين البلدين
هذه مقارنة عامة ومرجعية للدولتين:
| وجه المقارنة                                              | جمهورية أفريقيا الوسطى      | موزمبيق          |
| --------------------------------------------------------- | --------------------------- | ---------------- |
| المساحة (كم2)                                             | 622.98 ألف                  | 801.59 ألف       |
| عدد السكان (نسمة)                                         | 4.66 مليون                  | 29.67 مليون      |
| الكثافة السكانية (ن./كم²)                                 | 7.48                        | 37.01            |
| العاصمة                                                   | بانغي                       | مابوتو           |
| اللغة الرسمية                                             | لغة فرنسية، اللغة السانغوية | اللغة البرتغالية |
| العملة                                                    | فرنك وسط أفريقي             | متكال موزمبيقي   |
| الناتج المحلي الإجمالي (بليون دولار)                      | 1.95 مليار                  | 12.33 مليار      |
| الناتج المحلي الإجمالي (تعادل القوة الشرائية) بليون دولار | 3.03 مليار                  | 33.35 مليار      |
| الناتج المحلي الإجمالي الاسمي للفرد دولار أمريكي          | 323                         | 529              |
| الناتج المحلي الإجمالي للفرد دولار أمريكي                 | 594                         | 1.13 ألف         |
| مؤشر التنمية البشرية                                      | 0.350                       | 0.416            |
| رمز المكالمات الدولي                                      | +236                        | +258             |
| رمز الإنترنت                                              | .cf                         | .mz              |
| المنطقة الزمنية                                           | ت ع م+01:00                 | ت ع م+02:00      |

## منظمات دولية مشتركة
يشترك البلدان في عضوية مجموعة من المنظمات الدولية، منها:
| علم المنظمة | اسم المنظمة                                 | تاريخ انضمام جمهورية أفريقيا الوسطى | تاريخ انضمام موزمبيق |
| ----------- | ------------------------------------------- | ----------------------------------- | -------------------- |
|             | الاتحاد البريدي العالمي                     | ?                                   | ?                    |
|             | مؤسسة التنمية الدولية                       | 27 أغسطس 1963                       | 24 سبتمبر 1984       |
|             | منظمة حظر الأسلحة الكيميائية                | ?                                   | ?                    |
|             | منظمة التجارة العالمية                      | ?                                   | ?                    |
|             | الاتحاد الأفريقي                            | ?                                   | ?                    |
|             | الأمم المتحدة                               | 20 سبتمبر 1960                      | 16 سبتمبر 1975       |
|             | وكالة ضمان الاستثمار متعدد الأطراف          | 8 سبتمبر 2000                       | 23 نوفمبر 1994       |
|             | منظمة الشرطة الجنائية الدولية               | ?                                   | ?                    |
|             | مجموعة دول أفريقيا والكاريبي والمحيط الهادئ | ?                                   | ?                    |
|             | مؤسسة التمويل الدولية                       | 1 أبريل 1991                        | 24 سبتمبر 1984       |
|             | الاتحاد الدولي للاتصالات                    | 2 ديسمبر 1960                       | 4 نوفمبر 1975        |
|             | البنك الدولي للإنشاء والتعمير               | 10 يوليو 1963                       | 24 سبتمبر 1984       |
|             | البنك الإفريقي للتنمية                      | ?                                   | ?                    |
|             | المركز الدولي لتسوية المنازعات الاستشارية   | 14 أكتوبر 1966                      | 7 يوليو 1995         |
|             | يونسكو                                      | 11 نوفمبر 1960                      | 11 أكتوبر 1976       |

## وصلات خارجية
- موقع وزارة الخارجية الموزمبيقية